# Adolph Göpel
Adolph Göpel (* 29. September 1812 in Rostock; † 7. Juni 1847 in Berlin) war ein deutscher Mathematiker, der im Wesentlichen durch eine einzige posthum veröffentlichte Arbeit über elliptische Funktionen bekannt wurde.

## Leben und Werk
Er wurde als Sohn eines sächsischen Musiklehrers in Rostock geboren, von dem er ein musikalisches Talent erbte. Mit 10 Jahren ging er mit einem mütterlichen Onkel, der englischer Konsul in Korsika war, nach Italien, wo sie häufig auf Reisen waren. Der Onkel versuchte ihn für die Wissenschaft zu interessieren, und er hörte in den Wintersemestern 1825 und 1826 an der Universität Pisa Mathematik und Physik. 1827 kehrte er nach Rostock zurück, besuchte das Gymnasium und ab 1829 die Universität in Berlin, wo er neben Mathematik und Naturwissenschaften auch Philosophie, Geschichte und Philologie hörte. 1835 promovierte er mit einer Arbeit über periodische Kettenbruchentwicklungen von {\displaystyle {\sqrt {n}}}. Sie zeugt nach Jacobi „von großem Scharfsinn“. In den nächsten zwölf Jahren verfasste er aber keine Arbeiten, außer einigen kleinen, „mit Geist verfassten“ (so Jacobi) Arbeiten 1843-5 für eine Zeitschrift in Greifswald, wie Jacobi erwähnt.
Er wird Lehrer am Friedrich-Werderschen Gymnasium, danach an der Königlichen Realschule und wird danach Bibliothekar an der Königlichen Bibliothek (in der Humboldt-Universität zu Berlin). Er war mit dem Verleger August Crelle befreundet. Mit den Berliner Mathematikern hatte er dagegen keinen Kontakt.
Neben seiner Bibliothekarstätigkeit arbeitete er an einer großen Arbeit über elliptische Funktionen, genauer über die Umkehrfunktionen der Abelschen Integrale, die Verallgemeinerung der elliptischen Integrale und der zugehörigen Funktionen auf den Fall höheren Geschlechts g der entsprechenden Riemannsche Flächen. Elliptische Funktionen entsprechen g=1 und sind zweifach periodisch, die nächsthöheren „hyperelliptischen“ Funktionen haben g=2 und sind vierfach periodische Funktionen. Er gibt diese explizit als vierfach periodische Quotienten von Thetafunktionen in zwei Variablen an. Ihre Quadrate liefern die gesuchten Relationen, die sich später als mit der Geometrie der Kummerfläche verbunden herausstellten. Damit gelang ihm ein Durchbruch in dem damals aktivsten und meistumkämpften mathematischen Forschungsgebiet (auf dem unter anderem Jacobi arbeitete).
Die Arbeit ließ Göpel Charles Hermite zukommen, der sie Carl Gustav Jacobi zusandte. Hermite war in einem Brief an Jacobi, veröffentlicht im Crelle Journal 1846, der Lösung von Göpel sehr nahegekommen, so dass dieser sich zur Veröffentlichung entschloss. Wenige Wochen nach der Einreichung März 1847 stirbt er an einer „kurzen, schmerzvollen“ Krankheit, Jacobi bemerkt noch, dass ein anderer Mathematiker zu gleichen Ergebnissen kam und eine entsprechende Arbeit eingereicht hatte. Es handelt sich um Johann Georg Rosenhain, der 1846 eine Preisschrift in Paris eingereicht hatte, die Ergebnisse aber schon 1844–1847 Jacobi in Briefen mitteilte.